# Wellington (Texas)
Wellington é uma cidade localizada no estado norte-americano do Texas, no Condado de Collingsworth.

## Demografia
Segundo o censo norte-americano de 2000, a sua população era de 2275 habitantes.
Em 2006, foi estimada uma população de 2060, um decréscimo de 215 (-9.5%).

## Geografia
De acordo com o United States Census Bureau tem uma área de
3,5 km², dos quais 3,5 km² cobertos por terra e 0,0 km² cobertos por água. Wellington localiza-se a aproximadamente 597 m acima do nível do mar.

## Localidades na vizinhança
O diagrama seguinte representa as localidades num raio de 36 km ao redor de Wellington.